# Alfredo Cecchi
Alfredo Cecchi (* 1875 in Florenz; † nach 1920) war ein italienischer Opernsänger (Tenor).
Cecchi studierte in Mailand Gesang bei Elettra Callery Villani. Er debütierte 1899 als Bariton, bevor er 1901 als Radames in Verdis Aida zum Tenorfach wechselte. Neben Auftritten an italienischen Opernhäusern gastierte er auch in Sankt Petersburg, Lissabon, London, Kairo, São Paulo, Rio de Janeiro, Mexiko und Konstantinopel. Im Mittelpunkt seines Repertoires standen die Tenorpartien aus den Opern Verdis. Es sind mehrere Plattenaufnahmen mit ihm aus den 1900er Jahren erhalten. Sein letzter belegter Bühnenauftritt fand 1920 statt, danach lebte er als Gesangslehrer in Mailand. Zu seinen Schülern zählten u. a. Alfred Orda, Alessandro Granda und Alessandro Ziliani. Todesdatum und -ort sind nicht bekannt.